# Globus d'Or a la millor actriu secundària
El Globus d'Or a la millor actriu secundària (Best Performance by an Actor in a Supporting Role in a Motion Picture) és un premi de cinema atorgat anualment des de 1944 per l'Associació de la Premsa Estrangera de Hollywood.

## Llista de les premiades

Imatge estilitzada del premi Globus d'Or

- 1944: Katína Paxinoú a For Whom the Bell Tolls
- 1945: Agnes Moorehead a Mrs. Parkington
- 1946: Angela Lansbury a The Picture of Dorian Gray
- 1947: Anne Baxter a El tall de la navalla (The Razor's Edge)
- 1948: Celeste Holm a Gentleman's Agreement
- 1949: Ellen Corby a Mai l'oblidaré (I Remember Mama)
- 1950: Mercedes McCambridge a All the King's Men
- 1951: Josephine Hull a Harvey
- 1952: Kim Hunter a A Streetcar Named Desire
- 1953: Katy Jurado a Sol davant el perill (High Noon)
- 1954: Grace Kelly a Mogambo
- 1955: Jan Sterling a The High and the Mighty
- 1956: Marisa Pavan a The Rose Tattoo
- 1957: Eileen Heckart a The Bad Seed
- 1958: Elsa Lanchester a Testimoni de càrrec (Witness For the Prosecution)
- 1959: Hermione Gingold a Gigí
- 1960: Susan Kohner a Imitació de la vida
- 1961: Janet Leigh a Psicosi (Psycho)
- 1962: Rita Moreno a West Side Story
- 1963: Angela Lansbury a El missatger de la por (The Manchurian Candidate)
- 1964: Margaret Rutherford a The V.I.P.s
- 1965: Agnes Moorehead a Hush… Hush, Sweet Charlotte
- 1966: Ruth Gordon a La rebel (Inside Daisy Clover)
- 1967: Jocelyne LaGarde a Hawai
- 1968: Carol Channing a Millie, una noia moderna (Thoroughly Modern Millie)
- 1969: Ruth Gordon a La llavor del diable (Rosemary's Baby)
- 1970: Goldie Hawn a Flor de cactus (Cactus Flower)
- 1971: ex aequo Karen Black a Five Easy Pieces i Maureen Stapleton a Airport
- 1972: Ann-Margret a Carnal Knowledge
- 1973: Shelley Winters a L'aventura del Posidó (The Poseidon Adventure)
- 1974: Linda Blair a L'exorcista (The Exorcist)
- 1975: Karen Black a El gran Gatsby (The Great Gatsby)
- 1976: Brenda Vaccaro a Jacqueline Susann's Once Is Not Enough
- 1977: Katharine Ross a El viatge dels maleïts (Voyage of the Damned)
- 1978: Vanessa Redgrave a Julia
- 1979: Dyan Cannon a El cel pot esperar (Heaven Can Wait)
- 1980: Meryl Streep a Kramer contra Kramer (Kramer vs. Kramer)
- 1981: Mary Steenburgen a Melvin and Howard
- 1982: Joan Hackett a Només quan ric (Only When I Laugh)
- 1983: Jessica Lange a Tootsie
- 1984: Cher a Silkwood
- 1985: Peggy Ashcroft a Passatge a l'Índia (A Passage To India)
- 1986: Meg Tilly a Agnès de Déu (Agnes of God)
- 1987: Maggie Smith a Una habitació amb vista (A Room With a View)
- 1988: Olympia Dukakis a Encís de lluna (Moonstruck)
- 1989: Sigourney Weaver a Working Girl
- 1990: Julia Roberts a Magnòlies d'acer (Steel Magnolias)
- 1991: Whoopi Goldberg a Ghost
- 1992: Mercedes Ruehl a El rei pescador (The Fisher King)
- 1993: Joan Plowright a Un abril màgic (Enchanted April)
- 1994: Winona Ryder a L'edat de la innocència (The Age of Innocence)
- 1995: Dianne Wiest a Bales sobre Broadway (Bullets Over Broadway)
- 1996: Mira Sorvino a Poderosa Afrodita (Mighty Aphrodite)
- 1997: Lauren Bacall a L'amor té dues cares
- 1998: Kim Basinger a L.A. Confidential
- 1999: Lynn Redgrave a Gods and Monsters
- 2000: Angelina Jolie a Innocència interrompuda (Girl, Interrupted)
- 2001: Kate Hudson a Gairebé famosos (Almost Famous)
- 2002: Jennifer Connelly a Una ment meravellosa
- 2003: Meryl Streep a Adaptation: el lladre d'orquídies (Adaptation)
- 2004: Renée Zellweger a Cold Mountain
- 2005: Natalie Portman a Closer
- 2006: Rachel Weisz a The Constant Gardener
- 2007: Jennifer Hudson a Dreamgirls
- 2008: Cate Blanchett a I'm Not There
- 2009: Kate Winslet a El lector
- 2010: Mo'Nique a Precious
- 2011: Melissa Leo a The Fighter
- 2012: Octavia Spencer a The Help
- 2013: Anne Hathaway a Les Misérables
- 2014: Jennifer Lawrence a American Hustle
- 2015: Patricia Arquette a Boyhood
- 2016: Kate Winslet a Steve Jobs
- 2017: Viola Davis a Fences
- 2018: Allison Janney a I, Tonya
- 2019: Regina King a If Beale Street Could Talk
- 2020: Laura Dern a Marriage Story
- 2021: Jodie Foster a The Mauritanian
- 2022: Ariana DeBose a West Side Story
- 2023: Angela Bassett a Black Panther: Wakanda Forever
- 2024: Da'Vine Joy Randolph a The Holdovers